# Liste der Statthalter von Cyprus
Die Liste der Statthalter von Cyprus enthält die bekannten Statthalter der römischen Provinz Cyprus. Die Liste ist nicht vollständig.
| Datierung            | Name                                        | Konsul     | Anmerkung |
| -------------------- | ------------------------------------------- | ---------- | --------- |
| vor 17 v. Chr.       | L. Tarius Rufus                             | 16 v. Chr. |           |
| zwischen 22 und 31   | C. Ummidius Durmius Quadratus               | um 39/40   |           |
| 46/48                | Lucius Sergius Paulus                       |            |           |
| zwischen 69 und 96   | L. Pontius                                  |            |           |
| 79/80                | [Ma]rcius []tesinus                         |            |           |
| 80/81                | L. Bruttius Maximus                         |            |           |
| 81/82                | L. Plotius P[]                              |            |           |
| 100/101              | Q. Laberius Justus Cocceius Lepidus         |            |           |
| 101/102              | Q. Caelius Honoratus                        | 105        |           |
| 113/114              | Q. Seppius Celer M. Titius Sassius Candidus |            |           |
| 115/116 oder 116/117 | []gius Pate[rnus?]                          |            |           |
| 122/123              | C. Calpurnius Flaccus                       | 123/126    |           |
| ca. 125/126          | Paulus                                      |            |           |